# Aldo Lamorte
Aldo Lamorte (Montevideo, 1957) es un arquitecto y político uruguayo perteneciente a la Unión Cívica.

## Biografía
Egresado como arquitecto de la Facultad de Arquitectura de la Universidad de la República. Autor, entre otras obras del Hotel Palladium, de la sede de la Cámara de Industrias del Uruguay, la sede del Club de los Industriales el reciclaje del Palacio Pitamiglio y de la Terminal Baltasar Brum de Ómnibus Suburbanos en la calle Río Branco. Es dirigente de la Asociación de Promotores Privados de la Construcción del Uruguay.

## Política uruguaya
En las elecciones internas de 1999, se presentó como precandidato a la Presidencia por la Unión Cívica. Posteriormente, en las elecciones municipales de mayo de 2000 se postuló a la Intendencia de Montevideo, acompañado en la lista por el Dr. Roberto Canessa del Partido Azul . 
En las elecciones nacionales de 2004, fue el candidato único a la Presidencia por su partido.
En las elecciones de 2009, por un acuerdo con el Partido Nacional, Lamorte fue elegido senador alterno . En agosto de 2010, Lamorte ocupó un escaño en el Senado, en suplencia del titular Eber da Rosa Vázquez.
Desde el 2010 al 2024 ha alternado en la Cámara de Senadores y en la Cámara de Representantes , llevando adelante varias propuestas de leyes entre las que se destacan la Ley de Vivienda social promovida , que sigue vigente y ha permitido la construcción de  miles de viviendas en todo el país,la ley de reparo a las víctimas de la delincuencia que permite un sostén a las familias de las víctimas, la ley de aggiornamiento del art. 1844 de la constitución que refiere a la responsabilidad de arquitectos y constructores , la ley de enfermedades raras, y la ley de simplificacion de trámites que permitió el decreto del poder ejecutivo 353/23 donde se especifica que el Estado no debe solicitar al ciudadano datos que el emita o están en su poder.

## Política italiana
En las elecciones de Italia de 2006 y también en los comicios de 2008, se postuló como candidato en el exterior  por la lista de la Unión de los Demócratas Cristianos y de Centro (UDC).
Nuevamente se postuló en los comicios de 2013, esta vez como por la lista del Movimiento Asociativo Italianos en el Exterior (MAIE).
Asumio como Consegliere de nomina de Gobierno Italiano en el Consejo General de los Italianos en el Exterior en Roma . Electo Conseglieri del Comités de Montevideo , Asumió la Presidencia del mismo , siendo el candidato más votado en las elecciones. En su gestión se logró la reapertura de la sede consular en Montevideo con un edificio de 750 metros cuadrados , para la atención de la colectividad italiana en el Uruguay. Actualmente es Consegliere del Cgie en Roma representando a Uruguay 2023.